# 克拉多沃

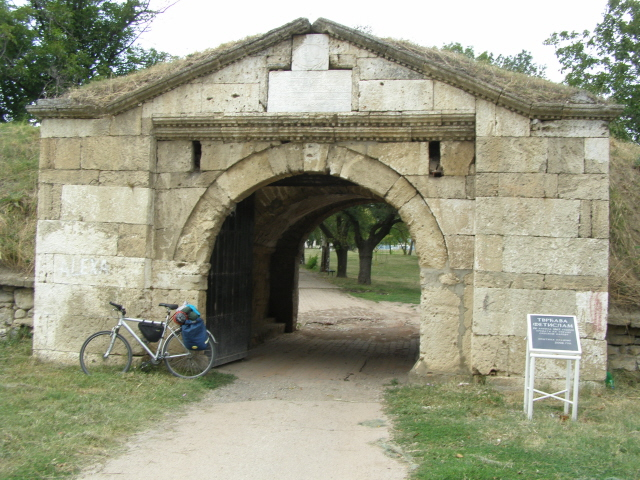

克拉多沃（羅馬化：Kladovo，發音：[klâdɔʋɔ]；羅馬尼亞語： 或 ）是塞爾維亞的城鎮，由博爾州負責管轄，位於該國東部多瑙河右岸，面積629平方公里，海拔高度67米，鎮上有水力發電站，2011年人口8,913。

## 外部連結
- Kladovo town website （页面存档备份，存于）
- Radio television Bor （页面存档备份，存于）
- BILO JEDNOM JEDNO KLADOVO （页面存档备份，存于）
- Stari kladovski grad （页面存档备份，存于）
- MADE IN KLADOVO （页面存档备份，存于）
- Dunav na granicama stvarnog i mogućeg
- Kladovo （页面存档备份，存于）
- Kladovo na dlanu （页面存档备份，存于）
- Istorija Kladova （页面存档备份，存于）
- 3-2010-09.pdf Kafane
- ULICA FRANCUSKA KLADOVO （页面存档备份，存于）